# Ernesto Scorsone
Ernesto Scorsone là một người ủng hộ LGBT đáng chú ý, luật sư, chính khách và thẩm phán người Mỹ từ Kentucky.

## Đầu đời và sự nghiệp
Ernesto Scorsone sinh ra tại Palermo, Ý, vào ngày 15 tháng 2 năm 1952. Gia đình ông di cư sang Hoa Kỳ vào năm 1960.
Scorsone có bằng cử nhân của Đại học Kentucky năm 1973 và Juris Doctor của Đại học Luật Đại học Kentucky năm 1976. Sau một năm làm việc với hậu vệ công, ông bắt đầu hành nghề tư nhân ở Lexington vào năm 1977.

## Hoạt động dân sự
Các hoạt động dân sự của Scorsone bao gồm dịch vụ với nhiều tổ chức hỗ trợ cộng đồng Hạt Lexington/Fayette và công dân cũng như lợi ích của Kentuckian trên toàn tiểu bang. Ông đặc biệt tập trung vào các vấn đề liên quan đến chăm sóc sức khỏe, thiên vị giới tính và các sáng kiến LGBTQ. Ông là người sáng lập của JustFundKY, một tổ chức giáo dục phi lợi nhuận, và lãnh đạo chiến dịch gây quỹ của tổ chức đã tạo ra khoản tài trợ trị giá hơn 1 triệu đô la để tài trợ cho các nỗ lực chống phân biệt đối xử ở Kentucky.